# Гуляївська сільська рада
Гуля́ївська сільська́ ра́да — колишня адміністративно-територіальна одиниця та орган місцевого самоврядування в Березівському районі Одеської області. Адміністративний центр — село Гуляївка.

## Загальні відомості
Гуляївська сільська рада утворена в 1926 році.
- Територія ради: 77,88 км²
- Населення ради: 1 024 особи (станом на 2001 рік)
- Водоймища на території, підпорядкованій даній раді: річка Тилігул, Тилігульський лиман

## Населені пункти
Сільській раді були підпорядковані населені пункти:
- с. Гуляївка
- с. Мар'янівка
- с. Одрадна Балка
- с. Сахарове

## Населення
Згідно з переписом 1989 року населення сільської ради становило 1960 осіб, з яких 890 чоловіків та 1070 жінок.
За переписом населення 2001 року в сільській раді мешкали 1024 особи.

### Мова
Розподіл населення за рідною мовою за даними перепису 2001 року:
| Мова       | Відсоток |
| ---------- | -------- |
| українська | 93,07 %  |
| молдовська | 3,42 %   |
| російська  | 2,54 %   |
| білоруська | 0,78 %   |
| болгарська | 0,1 %    |

## Склад ради
Рада складалася з 12 депутатів та голови.
- Голова ради: Юрченко Тетяна Петрівна
- Секретар ради: Хрипун Лариса Іванівна

### Керівний склад попередніх скликань
| Прізвище, ім'я, по батькові | Основні відомості                                                         | Дата обрання | Дата звільнення |
| --------------------------- | ------------------------------------------------------------------------- | ------------ | --------------- |
| Юрченко Тетяна Петрівна     | Сільський голова, 1964 року народження, освіта вища, член Народної партії | 26.03.2006   | 31.10.2010      |
| Юрченко Тетяна Петрівна     | Сільський голова, 1964 року народження, освіта вища, член Партії регіонів | 31.10.2010   |                 |

Примітка: таблиця складена за даними сайту Верховної Ради України

### Депутати
За результатами місцевих виборів 2010 року депутатами ради стали:

#### За суб'єктами висування
| Суб'єкт висування            | Кількість обраних депутатів | %    |
| ---------------------------- | --------------------------- | ---- |
| Партія регіонів              | 5                           | 41,7 |
| Самовисування                | 5                           | 41,7 |
| Соціалістична партія України | 2                           | 16,7 |

#### За округами
| № округу                     | Прізвище, ім'я, по батькові      | Дата визнання обраним | Освіта             | Партійна приналежність | Відомості про обраного депутата           |
| ---------------------------- | -------------------------------- | --------------------- | ------------------ | ---------------------- | ----------------------------------------- |
| Партія регіонів              |                                  |                       |                    |                        |                                           |
| 1                            | Нікічук Сергій Георгійович       | 04.11.2010            | середня            | член Партії регіонів   | тимчасово не працює                       |
| 2                            | Мартенюк Анатолій Васильович     | 04.11.2010            | середня            | член Партії регіонів   | Гуляївська амбулаторія, водій             |
| 3                            | Волкова Наталія Анатоліївна      | 04.11.2010            | середня            | член Партії регіонів   | Маринівський сільський клуб, завідувачка  |
| 4                            | Левченко Галина Миколаївна       | 04.11.2010            | середня            | член Партії регіонів   | тимчасово не працює                       |
| 7                            | Лебідь Володимир Миколайович     | 04.11.2010            | вища               | член Партії регіонів   | Гуляївська сільська рада, землевпорядник  |
| Соціалістична партія України |                                  |                       |                    |                        |                                           |
| 11                           | Кузьменко Світлана Володимирівна | 04.11.2010            | вища               | позапартійна           | Гуляївська загальноосвітня школа, вчитель |
| 12                           | Ротар Інна Василівна             | 04.11.2010            | середня спеціальна | позапартійна           | тимчасово не працює                       |
| Самовисування                |                                  |                       |                    |                        |                                           |
| 5                            | Назаркевич Валентина Теодорівна  | 04.11.2010            | середня спеціальна | позапартійна           | ПП «Вересень», бухгалтер                  |
| 6                            | Іванішин Володимир Васильович    | 04.11.2010            | середня            | позапартійний          | пенсіонер                                 |
| 8                            | Кобилко Борис Андрійович         | 04.11.2010            | середня            | позапартійний          | пенсіонер                                 |
| 9                            | Головченко Людмила Василівна     | 04.11.2010            | вища               | позапартійна           | Гуляївська сільська рада, бухгалтер       |
| 10                           | Хрипун Лариса Іванівна           | 04.11.2010            | вища               | позапартійна           | Гуляївська сільська рада, секретар        |